# Marzena Karpińska
Marzena Karpińska (* 19. Februar 1988 in Biłgoraj, Polen) ist eine polnische Gewichtheberin.

## Karriere
Marzena Karpińska nahm an den Olympischen Sommerspielen 2008 in Peking teil, wo sie in der Gewichtsklasse bis 48 kg den neunten Platz mit einer Gesamtleistung 171 kg erringen konnte.
2009 gewann sie die Bronzemedaille der Europameisterschaften in der Kategorie bis 48 kg mit einem Zweikampfergebnis von 170 kg. Bei den Europameisterschaften 2010 in Minsk konnte sie sich deutlich steigern und erreichte mit einer Zweikampfleistung von 179 kg die Silbermedaille, allerdings mit dem deutlichen Abstand von 29 kg auf die Siegerin Nurcan Taylan, am 11. April 2011 belegte sie mit 170 kg bei den Europameisterschaften Rang 4 in der Zweikampfwertung und in beiden Einzeldisziplinen. Bei den Europameisterschaften der Altersklasse U23 am 10. September 2011 in Bukarest trat sie mit 48,88 kg Körpergewicht in der 53-kg-Klasse an und wurde U23-Europameisterin in den Einzeldisziplinen und der Zweikampfwertung mit 184 kg (= 84 kg + 100 kg). Diese Formsteigerung brachte ihr bei der Weltmeisterschaft 2011 am 4. November 2011 in Paris den 3. Platz im Reißen der 48-kg-Klasse mit 82 kg, den 5. im Stoßen mit 101 kg und den 5. Platz im Zweikampf mit 183 kg ein – leistungsgleich, aber um 780 g schwerer als die Bronzemedaillengewinnerin Wipada Sirimongkhon aus Thailand. Bei den Europameisterschaften im Gewichtheben 2012 in Antalya gewann sie in der gleichen Gewichtsklasse sowohl den Titel im Zweikampf (185 kg) als auch in den Einzeldisziplinen (103/82 kg).